# Kurzgesagt – In a Nutshell
Kurzgesagt – In a Nutshell（前名）是一个位於德国慕尼黑的YouTube频道與設計工作室。由Philipp Dettmer於2013年創立，截止2023年10月8日，拥有2120萬订阅者，是YouTube排名前20的德国频道，德国地区排名第二。

## 名稱
是德语，意為「短說」，翻成中文有「長話短說」、「简而言之」的意思。

## 历史
这个名为“Kurzgesagt”的频道于2013年7月在YouTube上建立，在同一个月发布该频道的第一支视频。直到2014年1月，这个频道用英语和德语两种语言发布各种主题的动画教育视频。自从副频道“Kurzgesagt德语版”建立之后，这个主频道就只用来发布英文视频。同时期，该主频道也更改了自己的名字，附上了频道的英文译名“In a Nutshell”在德文名称之后。
到2014年，Kurzgesagt有了Patreon的群眾募資頁面。

## 网站链接
- 官方主页 （页面存档备份，存于）
- YouTube国际频道 （页面存档备份，存于）
- YouTube德语频道 （页面存档备份，存于）